# Ichneumon melanobatus
Ichneumon melanobatus är en stekelart som beskrevs av Johann Ludwig Christian Gravenhorst 1829. Ichneumon melanobatus ingår i släktet Ichneumon och familjen brokparasitsteklar. Arten är reproducerande i Sverige. Inga underarter finns listade i Catalogue of Life.